# Yanin Vismitananda
Nicharee Vismitananda (en tailandès: ณิชชารีย์ วิสมิตะนันทน์; RTGS: Nitchari Wisamittanan Bangkok, 31 de març de 1984), més coneguda com Yanin «Jeeja» Vismitananda (en tailandès: ญาณิน "จีจ้า" วิสมิตะนันทน์; RTGS: Yanin «Chicha» Wisamittanan) és una actriu i especialista en boxa tailandesa.

## Trajectòria
Vismitananda va néixer a Bangkok. El seu pare va morir quan ella tenia 17 anys. Té un germà gran, Nantapong «Jeed» Vismitananda. Vismitananda té un cinturó negre de 4t grau en taekwondo. Va estudiar a la Universitat Kasem Bundit.
Vismitananda va ser descoberta pel director Prachya Pinkaew l'any 2003 i va debutar en el paper protagonista de la pel·lícula Chocolate (2008), seguida de Raging Phoenix el mateix any.
El 29 d'agost de 2012, Vismitananda va declarar que estava embarassada de cinc mesos i es va casar amb Adrian Robert Bowden, coprotagonista de les seves pel·lícules anteriors i germà petit de la cantant tailandesa Pamela Bowden. Vismitananda va donar a llum un fill, Jayden Bowden Vismitananda el 22 de gener de 2013.